# Râul Noroaiele
Râul Noroaiele sau Râul Călimanul este un afluent al râului Păușa. 